# Rivière Mildred
Rivière Mildred är ett vattendrag i Kanada.   Det ligger i provinsen Québec, i den östra delen av landet, 500 km norr om huvudstaden Ottawa. Rivière Mildred ligger vid sjön Lac Mildred.
Trakten runt Rivière Mildred är nära nog obefolkad, med mindre än två invånare per kvadratkilometer.